# Yamaha XT 600 Z Ténéré

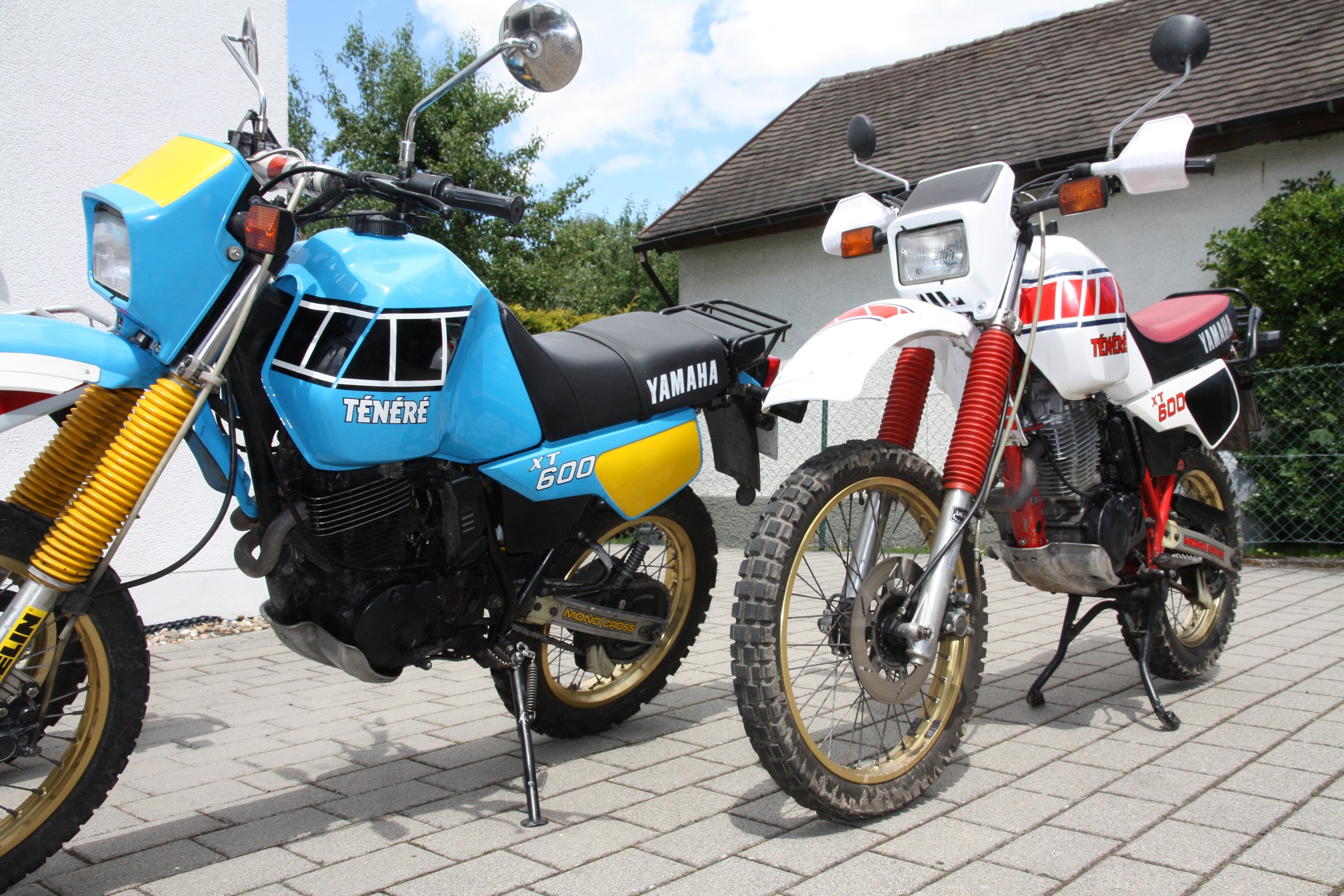
XT 600 Z Tenere-34L

Die XT 600 Z Ténéré ist ein Motorrad des japanischen Motorradhersteller Yamaha, das von 1983 bis 1991 in vier verschiedenen Varianten gebaut wurde. Die Reiseenduro wurde 1983 auf dem Moto Salon in Paris der Öffentlichkeit vorgestellt.
In Österreich und der Schweiz wurde das Motorrad wegen der dortigen Führerscheinregeln als XT500Z Ténéré mit einem Hubraum von 499 cm³ und etwa 39 PS angeboten.

## Modelle
- 1983–1985 XT 600 Z 34L
- 1985–1986 XT 600 Z 55W
- 1986–1988 XT 600 Z 1VJ
- 1987–1988 XT 500 Z 2RX (Österreich)
- 1988–1991 XT 600 Z 3AJ
- 1988–1989 XT 500 Z 3DT (Österreich)
- 1988–1989 XT 500 Z 3DS (Schweiz)

## Modellgeschichte

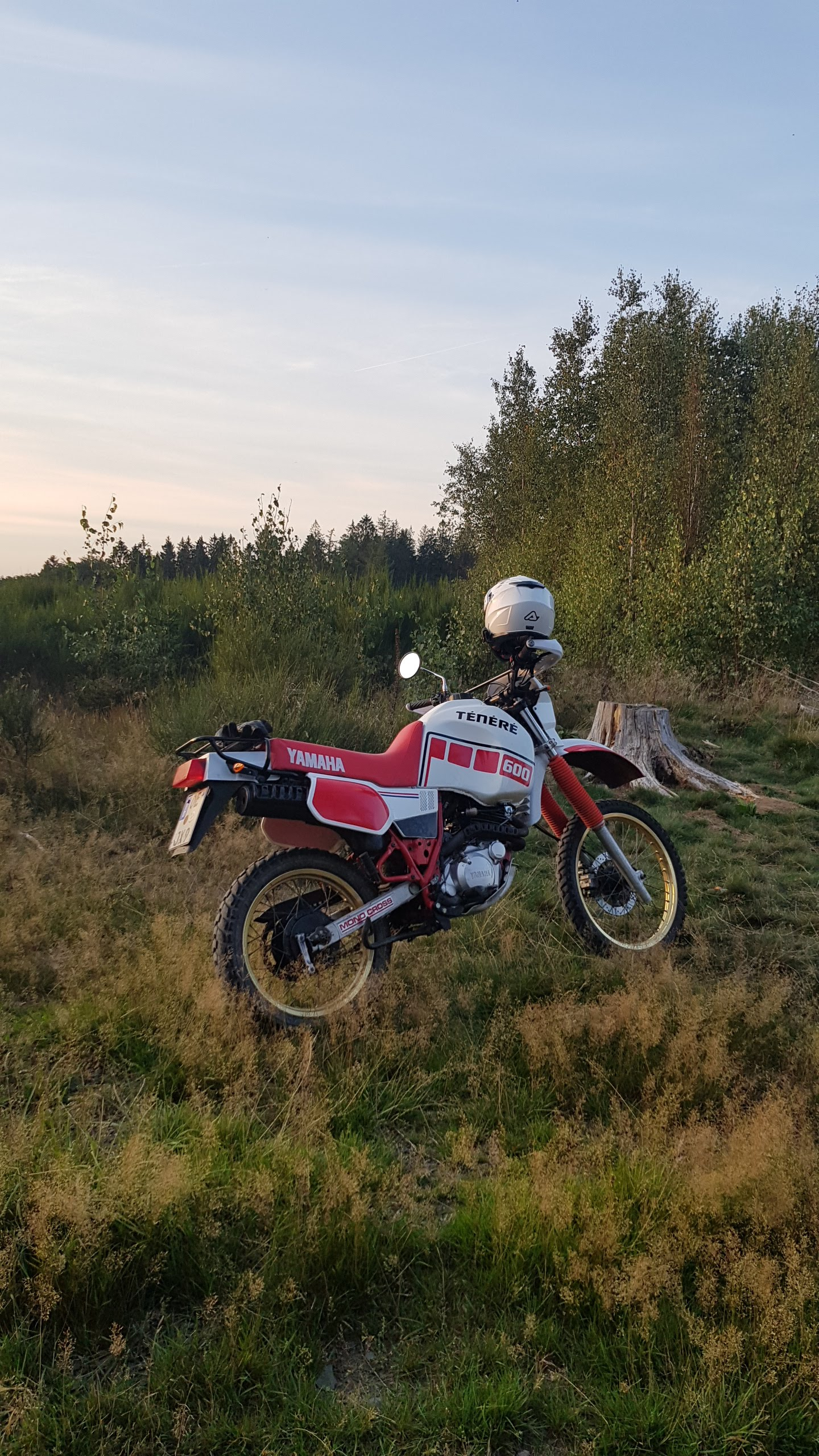

Das Motorrad hatte einen Kraftstofftank mit 30 l Fassungsvermögen. Am Vorderrad verzögerte eine Scheibenbremse. Das Monocrossfederbein hinten hatte 235 mm Federweg. Farblich war die Enduro an die Wüstenrenner der Dakarrallye von Yamaha angelehnt. Die französische und italienische Variante gab es in Gauloisesblau mit gelben Gabelschutzgummis, die deutsche Variante in weiß mit rot.
Eine erste Änderung erfuhr das Modell 1VJ im Jahr 1986: das Tankvolumen sank auf 23 Liter, es wurde ein Elektrostarter verbaut und die Leistung stieg von 43 PS auf 46 PS. Bedingt durch den ungünstig platzierten Ölkühler und den im Luftstrom stehenden Vorderradkotflügel bekam der Motor Hitzeprobleme, wodurch es zu unverhältnismäßig vielen Motorschäden kam.
Die zweite und letzte Änderung kam mit dem Modell 3AJ: zur Verbesserung der Fernreisetauglichkeit wurde erstmals eine feste Verkleidung verbaut; dazu kam ein besseres Kühlsystem mit größeren Kühlrippen am Zylinder und tiefem vorderen Kotflügel sowie eine neue hintere Bremsscheibe.
Der Nachfolger war die Yamaha XTZ 660 Ténéré.